# 메이플스토리 DS
메이플스토리 DS는 넥슨과 닌텐도가 공동 개발한 닌텐도 DS용 게임 소프트웨어이다.

## 개요
온라인 메이플스토리를 원작으로 하여 닌텐도DS용 소프트웨어로 개발하였으며 약 3년 6개월에 걸쳐 개발되었다.
2010년 4월 15일 한국에서 발매되었으며 2010년 6월 28일까지 닌텐도DS용 소프트웨어로 최단기간 10만장을 달성하였다. 이는 한국에 발매된 철권 전 시리즈의 발매량을 능가하는 수준이다.
2010 대한민국 게임 대상에서 PC/비디오게임 부문 "우수상" 및 "인기 게임상"을 수상하였다.

## 특징
- 전사, 도적, 궁수, 마법사의 총 4명의 캐릭터로 즐길 수 있으며 스토리가 서로 엮여 있는 점이 특징이다.
- 처음 캐릭터 생성 질문에 답한 후 전사와 도적 중 한 명으로 플레이할 수 있으며 한 캐릭터의 엔딩을 본 후 궁수와 마법사 플레이가 가능하다.
- 네 명의 캐릭터를 모두 클리어하면 진 엔딩을 플레이할 수 있다.
- 한국의 록 그룹인 Delight의 오리지널 타이틀 곡, <Love Charity>가 오프닝 곡으로 삽입되어 주목을 받기도 했다.
- 모티브가 된 온라인 게임 메이플스토리와는 캐릭터, 배경, 디자인, 전체적인 플레이 방식 등은 비슷하나, 스토리 상에는 별 관련이 없다.

## 기본 정보
- 장르 : Action-RPG
- 가격 : 39000원

## 심의 정보
- 심의 기관 : http://www.grb.or.kr/ 보관됨 2010-07-01 - 웨이백 머신
- 등급분류일 : 2010,01,27
- 등급분류번호 : CC-NV-100127-002
- 등급 : 전체이용가

## 참여 개발자
- 디렉터 : 김형노
- 리드 프로그래머 : 한정민
- 프로그래머 : 조상우, 앤디 J.W. 콩, 미쓰하라 사토시, 모리모토 사치코
- 아트 디렉터 : 김정현
- 아티스트 : 이종문, 김숙정
- 일러스트레이터 : 임영만
- 영상 : NELM 애니메이션 스튜디오
- 소리 / 배경음악 : GameNSound, Xtive
- 오프닝 노래 : WishList
- 레벨 디자인 : 히사스에 리쓰코, 김두현, 임영만
- 시나리오 / 대본 : 다네가시마 다카시, 김두현, 우제현
- 번역 지원 / 사업 지원 : 이병욱, 이동욱, 이진
- 닌텐도 아티스트 (일본) : 야마가미 히토시, 안도 가오리
- 닌텐도 아티스트 (한국) : 정규진, 정연주
- 아트워크 : 김정현, 이종문, 임영만, 이인호, 신지영, 나카미치 사치코, 사쿠라이 아키
- 과거 개발자 : 홍의진, 김흥석, 황석현, 이영수
- QA : 이준봉, 박성민, 김석주, 엔도 고, 하시모토 슈지, 가와노 쇼지, 다다 아쓰시, Mario Club co., Ltd.
- 제작책임자 : 서민, 강신철

## 논란

### 온라인 불법유통
2010년 5월 4일 보도자료에 따르면 불법으로 게임 파일을 유포시킨 이들에 대해 법적 대응을 할 것이라고 밝혔다. 넥슨은 이날 일부 인터넷 사이트에서 메이플스토리 DS의 게임 파일이 복제돼 복제 유포된 것을 확인하고, 불법 유포에 가담한 것으로 추정되는 5명에 대해 저작권법 위반으로 수사기관에 고소장을 제출했다고 밝혔다. 불법 복제된 메이플스토리 DS 게임 파일은 닌텐도 DS의 저작권보호장치를 무력화시키는 칩(R4, DSTT)을 통해서 불법으로 내려받아 사용할 수 있다.
메이플스토리 DS 개발을 총괄하고 있는 넥슨의 김형노 팀장은 "이미 수만 명의 유저들이 파일을 다운로드 받은 상태"라며 "넥슨이 처음으로 시도한 휴대용 게임기용 타이틀에 대해 출시 직후 반응이 상당히 좋았는데 이번 불법파일 유포로 개발진들의 의욕마저 꺾인 상황이다"고 말했다. 대법원은 지난 2009년말에 닌텐도 DS의 기술적 보호조치를 무력화시키고 불법복제된 게임파일을 쓸 수 있도록 하는 칩(R4, DSTT)을 수입해 유통시킨 업자에 대해 유죄 판결을 확정한 바 있다.

## 같이 보기
- 대한민국의 닌텐도 DS 소프트웨어 목록
- 닌텐도 DS
- 메이플스토리
- 넥슨